# Заполье (Сиковицкая волость)
За́полье (Большо́е За́полье) — деревня в Струго-Красненском районе Псковской области России. Входит в состав сельского поселения «Марьинская волость».

## География
Находится на северо-востоке региона, в северо-западной части района, в лесной местности у р. Студенник, около урочищ Потёс, Буршева, Горбуново. Произрастает берёза.
Уличная сеть не развита.

## История
В 1571 г. впервые упоминаются как дер. Заполье Лосицкого погоста Шелонской пятины.
В 1918—1927 гг. деревня Заполье Большое входила в Горко-Музоверский сельсовет.
Согласно Закону Псковской области от 28 февраля 2005 года деревня Заполье вошла в состав образованного муниципального образования Сиковицкая волость.
До апреля 2015 года деревня Заполье входила в Сиковицкую волость.
В соответствии с Законом Псковской области от 30 марта 2015 года № 1508-ОЗ деревня Заполье, вместе с другими селениями упраздненной Сиковицкой волости, вошла в состав образованного муниципального образования «Марьинская волость».

## Население
| 2001 | 2002 | 2010 | 2011 |
| ---- | ---- | ---- | ---- |
| 1    | ↗3   | ↘2   | ↘1   |

## Инфраструктура
С 1930-х гг. по 1941 г. и в 1944-50 гг. Заполье и дер. Потёс составляли колхоз «Путь Ленина», в 1950-65 гг. — бригада Заполье колхоза «Путь Ленина», с 1965 г. — бригада Заполье совхоза «Звезда». Действовала (1972) молочнотоварная ферма Заполье совхоза «Звезда».
Почтовое отделение, обслуживающее д. Заполье, — 181114; расположено в бывшем волостном центре д. Сиковицы.

## Транспорт
Просёлочные дороги.